# Abumi-guchi

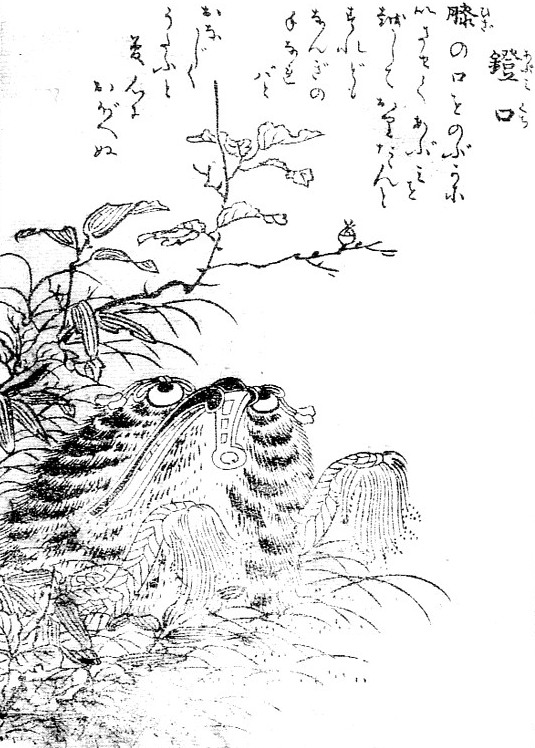
Un abumi-guchi raffigurato nel Gazu Hyakki Tsurezure Bukuro di Toriyama Sekien

Abumi-guchi (鐙口?, lett. "bocca a staffa") è uno yōkai del folclore giapponese. Appartiene alla classe degli Tsukumogami (付喪神?).

## Descrizione
La parola abumi-kuchi è formata da due kanji: Abumi (鐙?), che significa "staffa" e kuchi (口?), che significa "bocca". Questo nome descrive l'aspetto di questo tsukumogami : è una palla di pelo con una bocca a forma di staffa e due pompon che fungono da braccia.
L'abumi-kuchi è descritto come una staffa d'argento di un bushi (un comandante dell'esercito giapponese) strappata o tagliata dall'imbracatura o dalla sella di un cavallo durante una battaglia e ora giace libera nell'erba. Secondo la leggenda, dopo 100 anni un'anima si risveglia nella staffa trasformandola in uno yōkai che aspetta nel luogo in cui è caduto che il suo padrone ritorni a prenderlo.
L'abumi-kuchi appartiene ad una classe di yōkai conosciuta come tsukumogami. Queste creature nascono quando oggetti di uso quotidiano vengono animati da uno yōkai, da un kami o dall'anima sfortunata (Hitodama) del loro precedente proprietario. Il poeta kyōka e artista ukiyo-e Toriyama Sekien raffigurò l'abumi-kuchi intorno al 1784 nella sua opera Gazu hyakki tsurezure bukuro (画図百鬼徒然袋?, "La borsa illustrata dei cento demoni casuali"). Il testo di accompagnamento è una citazione tratta dall'opera Nō Asaosa (朝長?), molto popolare all'epoca di Sekien e che includeva veri cavalli montati.
おりたゝんとすれども、なんぎの手なればと、
おなじくうたふと、夢心におぼへぬ。»
(Asaosa)
Lo stesso Sekien colloca gli abumi-kuchi nella stessa categoria degli tsukumogami come, ad esempio, i kurayarō, che si possono incontrare sui campi di battaglia abbandonati.